# LX Весов
LX Весов (лат. LX Librae) — одиночная переменная звезда в созвездии Весов на расстоянии (вычисленном из значения параллакса) приблизительно 153125 световых лет (около 46948 парсеков) от Солнца. Видимая звёздная величина звезды — от более +15m до +11,5m.

## Характеристики
LX Весов — оранжевая пульсирующая переменная звезда, мирида (M) спектрального класса K. Эффективная температура — около 4956 К.